# 阿姆斯特丹大学学院
阿姆斯特丹大学学院（英語：Amsterdam University College，缩写为AUC）是位于荷兰阿姆斯特丹的一所公立本科院校。